# Eclissi solare del 15 febbraio 1961
L'eclissi solare di mercoledì 15 febbraio 1961 fu un evento astronomico, avvenuto il suddetto giorno, con una magnitudine di 1.036.

## Descrizione

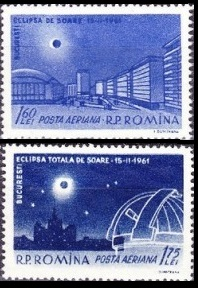
Francobolli rumeni emessi in occasione dell'eclissi del 15 febbraio 1961

Fu l'unica eclissi solare di tipo "totale" visibile dal suolo italiano nel XX secolo (si escluda quindi l'eclissi di tipo "anulare" che avvenne l'11 novembre 1901, altresì soltanto visibile alle primissime luci dell'alba e soltanto da un piccolo lembo della Sicilia meridionale).

Partendo dal sud della Francia, il cono d'ombra della totalità di questa eclissi solare proseguì nel nord-centro Italia, poi in Jugoslavia, Bulgaria, Romania, infine nell'Unione Sovietica, in Ucraina e in Russia meridionale, ove vi fu il massimo dell'eclisse, della durata di 2 minuti e 45,1 secondi, nei pressi della città di Novočerkassk. Il cono d'ombra proseguì per terminare, nel tardo pomeriggio, verso la Siberia settentrionale, nei pressi del lago Pjasino.
In Italia la totalità del fenomeno fu visibile soltanto da alcune aree delle regioni centro-settentrionali, le quali ebbero anche condizioni meteo favorevoli all'osservazione. In Italia la fascia della totalità ebbe luogo nel primo mattino, più precisamente dalle ore 08:38 alle ore 08:40 circa. La fascia d'ombra della totalità fu compresa in una ristretta porzione di territorio italiano compreso tra due linee immaginarie che collegano Torino sud-Parma sud-Comacchio e Isola d'Elba-Terni sud-Pescara sud. Tutte le altre aree geografiche al di fuori dalla suddetta fascia d'ombra videro una eclissi solare soltanto di tipo parziale.
L'eclissi avvenne di mercoledì, un giorno feriale; tuttavia, essendo un evento rarissimo, furono interrotte molte attività lavorative degli italiani coinvolti, almeno durante la totalità del fenomeno. L'Osservatorio astrofisico di Arcetri ed altri osservatori sparsi nella Toscana, una delle regioni coinvolte nella totalità del fenomeno, studiarono a fondo il fenomeno della polarizzazione della luce della corona solare e vennero altresì eseguite delle misurazioni astrometriche di precisione per la determinazione degli istanti di contatto dell'eclissi.

## Nella cultura di massa

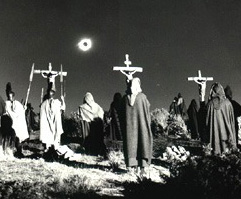
Scena della crocifissione ripresa a Roccastrada (Grosseto) durante l'eclissi solare del 15 febbraio 1961 durante la realizzazione del film Barabba (regista Richard Fleischer).

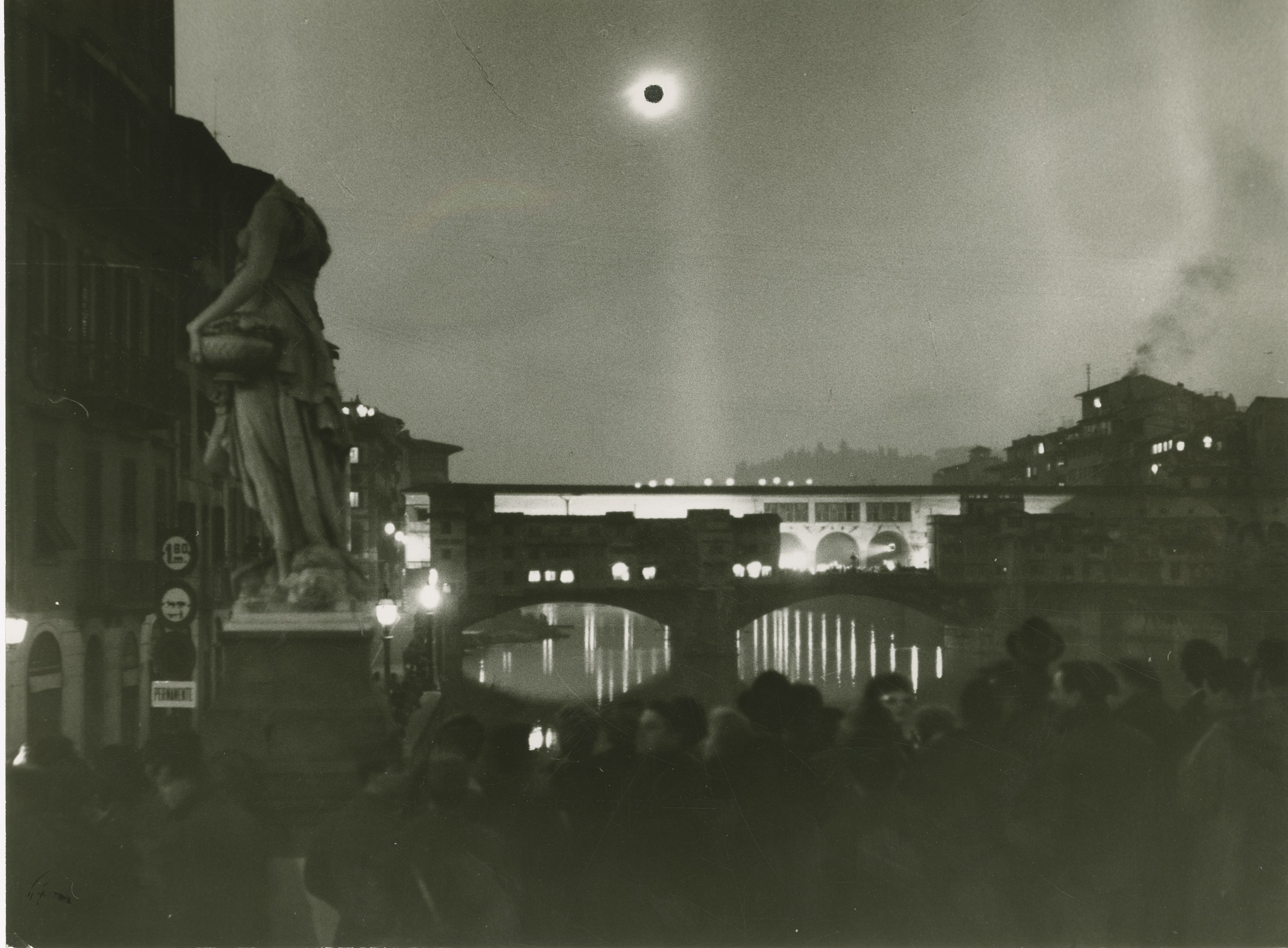
Foto dell'eclissi a Firenze

Questa eclissi venne ripresa nella scena della crocifissione (girata a Roccastrada in provincia di Grosseto) durante la realizzazione del film epico "Barabba", di Richard Fleischer (1961).
L'eclisse del 15 febbraio 1961 fu poi ispiratrice per altri due film: L'eclisse di Michelangelo Antonioni e Mille bolle blu di Leone Pompucci.
L'evento ispirò il romanzo Il dio petrolio di Bruno Rombi. All'eclissi è dedicata la canzone Eclisse Twist di Mina (1962).